# Physics Frontiers Prize
Der Physics Frontiers Prize ist ein 2012 und 2013 vergebener Physikpreis, der von der Fundamental Physics Prize Foundation (heute: Breakthrough Prize Foundation) vergeben wurde. Er war mit 300.000 Dollar dotiert. Die Preisträger sind auch automatisch für die fünf folgenden Jahre Kandidaten für den mit 3 Millionen Dollar (für jeden der Preisträger) noch höher dotierten jährlich vergebenen Fundamental Physics Prize. Die Preise wurden für fundamentale Entwicklungen in der Physik vergeben, konnten mehrfach an dieselbe Person verliehen werden und die Zahl der Preisträger konnte beliebig groß sein. Die Preisträger waren eingeladen, eine öffentliche Vorlesung zu halten.
Hinter der Stiftung steht der russische Oligarch Juri Milner. Im Rat ist auch Steven Weinberg (2012), der aber nicht an der Preisträgerauswahl teilnimmt.
Daneben vergibt die Stiftung den New Horizons in Physics Prize für Nachwuchswissenschaftler, der mit 100.000 Dollar dotiert ist.

## Preisträger des Physics Frontiers Prize
- 2013[1]
  - Charles L. Kane, Laurens W. Molenkamp und Shoucheng Zhang für topologische Isolatoren
  - Alexander Markowitsch Poljakow für Beiträge zur Quantenfeldtheorie
  - Joseph Polchinski für Beiträge zur Quantenfeldtheorie
- 2014[2]
  - Joseph Polchinski für Beiträge zur Quantenfeldtheorie
  - Michael Boris Green und John Schwarz für Beiträge zur Quantengravitation
  - Andrew Strominger und Cumrun Vafa für Beiträge zur Quantenfeldtheorie und Quantengravitation